# Phalombe
Phalombe é um distrito do Malawi localizado na Região Sul. Sua capital é a cidade de Phalombe.